# روب بروفتون
روب بروفتون (بالإنجليزية: Rob Broughton)‏ هو فنان قتال مختلط بريطاني، ولد في 3 مارس 1983 في سانت هلنز في المملكة المتحدة.

## وصلات خارجية
- روب بروفتون على موقع يو إف سي (الإنجليزية)
- روب بروفتون على موقع شيردوغ (الإنجليزية)
- روب بروفتون على موقع IMDb (الإنجليزية)
- روب بروفتون على موقع IMDb (الإنجليزية)